# Campionati oceaniani di badminton 2010
I Campionati oceaniani di badminton 2010 si sono svolti a Invercargill, in Nuova Zelanda, dal 24 al 27 febbraio 2010. È stata la 7ª edizione del torneo, organizzato dalla Badminton Oceania.

## Podi
| Evento              | Oro                             | Argento                         | Bronzo                          |
| Singolare maschile  | Joe Wu                          | James Eunson                    | Michael Fowke                   |
| Singolare maschile  | Joe Wu                          | James Eunson                    | Marc Antoine Desaymoz           |
| Singolare femminile | Huang Chia-Chi                  | Erica Pong                      | Leanne Choo                     |
| Singolare femminile | Huang Chia-Chi                  | Erica Pong                      | Jessica Jonggowisastro          |
| Doppio maschile     | Ross Smith / Glenn Warfe        | Oliver Leydon-Davis / Henry Tam | James Paterson Brent Miller     |
| Doppio maschile     | Ross Smith / Glenn Warfe        | Oliver Leydon-Davis / Henry Tam | Saliya Gunaratne Chad Whitehead |
| Doppio femminile    | Leanne Choo / Kate Wilson-Smith | Leisha Cooper / Ann-Louise Slee | Danielle Barry Donna Haliday    |
| Doppio femminile    | Leanne Choo / Kate Wilson-Smith | Leisha Cooper / Ann-Louise Slee | Stephanie Cheng Victoria Cheng  |
| Doppio misto        | Glenn Warfe Kate Wilson-Smith   | Henry Tam Donna Haliday         | James Eunson Stephanie Cheng    |
| Doppio misto        | Glenn Warfe Kate Wilson-Smith   | Henry Tam Donna Haliday         | Chad Whitehead Leanne Choo      |
| Squadra mista       | Australia                       | Nuova Zelanda                   | Figi                            |
| Squadra maschile    | Australia                       | Nuova Zelanda                   | Nuova Caledonia                 |
| Squadra femminile   | Australia                       | Nuova Zelanda                   | Nuova Caledonia                 |

## Medagliere
| Pos.   | Paese           | Oro | Argento | Bronzo | Totale |
| ------ | --------------- | --- | ------- | ------ | ------ |
| 1      | Australia       | 7   | 2       | 3      | 12     |
| 2      | Nuova Zelanda   | 1   | 6       | 6      | 13     |
| 3      | Nuova Caledonia | 0   | 0       | 3      | 3      |
| 4      | Figi            | 0   | 0       | 1      | 1      |
| Totale | Totale          | 8   | 8       | 13     | 29     |